# Ubbergen
Ubbergen este o comună și o localitate în provincia Gelderland, Țările de Jos.  În 2015 a fost reorganizată teritoriul său fiind inclus în comuna Groesbeek.

## Localități componente
Beek, Berg en Dal, Erlecom, Groenlanden, Kekerdom, Leuth, Ooij, Persingen, Tiengeboden, Ubbergen, Wercheren.